# جولین کوئرسیا
جولین کوئرسیا (انگلیسی: Julien Quercia؛ زادهٔ ۱۷ اوت ۱۹۸۶) بازیکن فوتبال اهل فرانسه است.
از باشگاه‌هایی که در آن بازی کرده‌است می‌توان به باشگاه فوتبال اوسر، باشگاه فوتبال سوشو، و باشگاه فوتبال لوریان اشاره کرد.